# Université Chosun
L’université Chosun (en coréen, 조선대학교; hanja : 朝鮮大學校; RR: Joseon Daehakgyo) est une université privée située à Gwangju, fondée en 1946.